# Signoria di Rostock
La Signoria di Rostock era uno stato del Sacro Romano Impero esistito fra il 1229 (o 1233) ed il 1323, situato nella parte nord-orientale dell'attuale lander tedesco del Meclemburgo-Pomerania Anteriore.

## Storia
La signoria di Rostock fu istituita intorno al 1230 e seguito della prima partizione del Meclemburgo effettuata dai figli di Enrico Borwin II per suddividere fra loro il territorio del Meclemburgo ereditato dal padre alla sua morte. Da questa operazione nacquero quindi, accanto al Meclemburgo propriamente detto, le signorie di Rostock, Werle e Parchim-Richenberg. 
Il primo signore di Rostock fu Enrico Borwin III, terzo figlio maschio di Enrico Borwin II. Verso la fine del XII secolo, durante la signoria di Nicola I di Rostock ci furono contrasti con i vicini di Meclemburgo e Werle che mossero guerra a Rostock. Per proteggersi da questa minaccia Nicola I chiese aiuto al re danese Eric VI di Danimarca, che nel 1300 pose Rostock sotto il suo protettorato. Enrico II di Meclemburgo, che non vedeva di buon occhio questa ingerenza danese in un territorio che considerava di sua pertinenza, mosse guerra al regno danese. Nel periodo dal 1311 al 1314 vi furono alterne vicende, favorite anche da sommosse interne della città di Rostock, che aveva aderito alla Lega anseatica, in cui la città fu presa e ceduta più volte. Il 1314 Nicola I morì senza lasciare eredi maschi lasciando la città sotto il controllo danese. Nel 1323, a fronte di una nuova ribellione della città di Rostock, Enrico II intervenne conquistando la città. Il 21 maggio 1323 Enrico II firmò la pace con il re danese Cristoforo in cui ottenne come feudi Rostock, Gnoien e Schwaan e con ciò la Signoria di Rostock cessò di esistere come entità indipendente e i suoi territori rientrarono nel Meclemburgo.

## Territorio

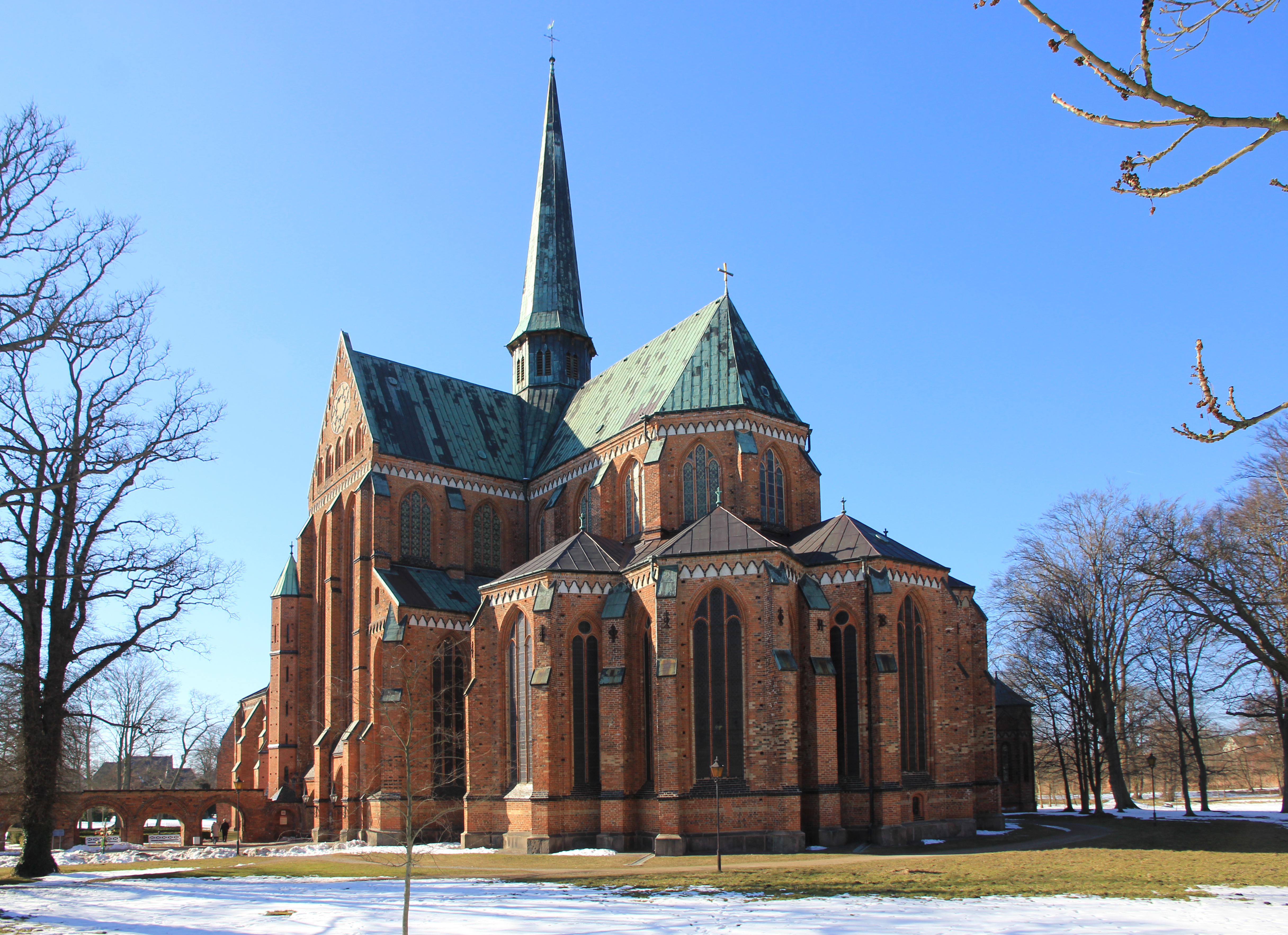
Monastero di Bad Doberan

La Signoria di Rostock occupava una striscia di territorio nel Meclemburgo nord-orientale che si affacciava sul Mar Baltico, al confine con il Ducato di Pomerania a est, la signoria di Werle a sud e il Meclemburgo a ovest.
Comprendeva, oltre alla città di Rostock, i territori di Kessin (Dummerstorf), Kröpelin, Doberan, Ribnitz, Marlow, Sülze e Tessin. Successivamente vennero acquisiti i territori di Gnoien e Schwaan.
E' importante sottolineare che la città di Rostock nel 1218 aveva ottenuto da Enrico Borwin I i privilegi previsti dal Diritto di Lubecca, che ne fecero di fatto una città libera, e costituirono la base per la sua adesione alla Lega anseatica qualche anno dopo. Questa situazione contribuì a creare una certa instabilità nella signoria in quanto tutte le decisioni che riguardavano la città venivano prese dal consiglio comunale, formato da una cerchia esclusiva di famiglie facoltose e ricchi mercanti e questo creò notevoli contrasti con i signori di Rostock.

## Signori di Rostock
|                                |                                |                        |                        |                                                    |                                                            |        |        |       |       |
|                                |                                |                        |                        |                                                    | Signoria di Rostock ~1229-1323 Enrico Borwin III 1229-1278 |        |        |       |       |
|                                |                                |                        |                        |                                                    |                                                            |        |        |       |       |
|                                |                                |                        |                        |                                                    |                                                            |        |        |       |       |
|                                |                                | Giovanni (†1266)       | Giovanni (†1266)       | Valdemaro di Rostock 1278–1282                     | Valdemaro di Rostock 1278–1282                             | Enrico | Enrico | Erico | Erico |
|                                |                                |                        |                        |                                                    |                                                            |        |        |       |       |
|                                |                                |                        |                        |                                                    |                                                            |        |        |       |       |
| Enrico Borwin IV (†1266 circa) | Enrico Borwin IV (†1266 circa) | Giovanni (†1285 circa) | Giovanni (†1285 circa) | Nicola I di Rostock 1282-1314                      | Nicola I di Rostock 1282-1314                              |        |        |       |       |
|                                |                                |                        |                        |                                                    |                                                            |        |        |       |       |
|                                |                                |                        |                        |                                                    |                                                            |        |        |       |       |
|                                |                                |                        |                        | Ducato di Meclemburgo · Enrico II di Meclemburgo · |                                                            |        |        |       |       |